# Tóth Krisztina (asztaliteniszező)
Tóth Krisztina (Miskolc, 1974. május 29. –) Európa-bajnok, világbajnoki bronzérmes asztaliteniszező.

## Sportpályafutása
Az 1987–88-as szezonban, serdülő versenyzőként felnőtt bajnoki aranyat nyert csapatban. 1988-ban serdülő Európa-bajnok lett párosban (Éllő Viviennel) és csapatban, egyesben bronzérmet szerzett. 1988 októberében az európai serdülő ranglistán az negyedik volt. Egy év múlva az ifjúsági Eb-n, csapatban szerzett első helyezést. Az ifi ranglistán a 27. volt. A hazai TOP 12 viadalon utolsó helyezett lett. 1990-ben három éremmel térhetett haza az ifi Eb-ről (Női páros: Éllő Viviennel, vegyes páros: Varga Zoltánnal). Női párosban bronzérmes lett a felnőtt ob-n. A magyar TOP 12-n ötödik lett. Októberben a válogatottban is bemutatkozott, a Románia elleni Európa Liga mérkőzésen. Az európai ifi ranglistán 23. volt, a magyar felnőtt rangsorban pedig 14.
1991-ben a Statisztikával a magyar bajnoki cím mellett a női BEK-ben is első helyen végzett. Júliusban az Európai felnőtt ranglistán 44. volt. Az ifi Eb-n két arany- és egy ezüstérmet nyert. A magyar TOP 12 versenyen hatodik lett. Ifjúsági pályafutását európai ranglistavezetőként zárta. Az év végi világranglistán 90. volt. A következő évben Magyar csapatbajnok, egyéniben második, párosban harmadik lett. A stuttgarti Eb-n párosban (Éllő Viviennel) a legjobb nyolcig jutott, a csapattal hatodik lett. A magyar TOP 12 viadalon második helyen zárt. Az évet a 63. helyen zárta a világranglistán. 1993-ban a göteborgi vb-n is a nyolcba jutott Éllő Viviennel párban, a csapattal 11. helyen végzett. A BEK-ben második volt. A tokiói junior világjátékokon csapatban 3., egyéniben 2. lett. Az ob-n egyéniben és női párosban (Éllő Vivien) szerzett ezüstérmet. A magyar TOP 12-n harmadik lett. 1994-ben ismét BEK-győztes lett. A birminghami Eb-n női párosban első (Bátorfi Csilla), csapatban 3. helyen végzett. Az ob-n 3 arany (vegyes páros: Bátorfi Zoltán, női páros: Bátorfi Csilla) és egy ezüstérmet nyert. Az év végi világranglistán az 58. volt.
1995-ben ismét három aranyat (női páros: Bátorfi Csilla) és egy bronzot (vegyes páros: Varga Zoltán) nyert az ob-n. A kínai vb-n női párosban, Bátorfival bronzérmes lett. Egyesben a 32 között esett ki. Vegyes párosban, Szamszonovval a legjobb 16-ig jutott. A csapatversenyben hetedik lett. A Statisztikával ismét első lett a BEK-ben. November végén megnyerte a magyar TOP 12 versenyt. Az év végén 39.-ként jegyezték a világranglistán. A következő évben újabb aranyérmekkel gazdagította hazai éremgyűjteményét (Női páros: Bátorfi Csilla, vegyes páros: Pagonyi Róbert). Januárban, Manchesterben egyesben, februárban Nantes-ban párosban kivívta ötkarikás szereplés lehetőségét. A pozsonyi Eb-n aranyérmes lett vegyes párosban (Vlagyimir Szamszonov). Egyesben és csapatban másodikként zárt. Női párosban a nyolcig jutott. A Statisztikával újabb BEK elsőséget szerzett. Az atlantai olimpián sem egyéniben, sem párosban nem lett helyezett.
1997-ben csapatban, egyéniben és mindkét páros (Éllő Vivien, Pagonyi Róbert) számban magyar bajnok lett. A BEK-ben ezúttal másodikként végzett. A manchesteri vb-n csapatban 11., a többi számban helyezetlen volt. A világranglistán 25. helyen állt az év végén. Egy év múlva magyar bajnok lett egyéniben és női párosban (Bátorfi) valamint csapatban. Vegyes párosban (Pagonyi Róbert) másodikként végzett. Az eindhoveni Eb-n csapatban második, egyéniben harmadik volt. A BEK-ben ezúttal is a döntőben bukott el csapatával.
1999-ben egyéni, páros (Bátorfi) és csapatbajnok lett. Az eindhoveni vb-n egyesben a 64-ig, női párosban (Bátorfi Csilla) a 8-ig, vegyes párosban (Bátorfi Zoltán) a 16-ig jutott. A vb után, a világranglistás helyével kvalifikálta magát az olimpiára. A Statisztikával elhódította a BEK trófeáját. 2000-ben egyéni és csapatbajnok valamint BEK-győztes lett. A brémai Eb-n csapatban és női párosban (Bátorfi) első lett. Kuala Lumpurban, a csapat-világbajnokságon kilencedik lett a válogatottal. Az olimpián Bátorfival, női párosban negyedik lett. Egyesben a 16 között esett ki. Ebben az évben a német TSV Busenbach csapatához igazolt.
A 2001-es ob-n arcüreggyulladása miatt nem indult, így hat éve tartó győzelmi sorozata a női egyesben megszakadt. Az oszakai vb-n csapatban hetedik lett. Női egyesben és párosban (Bátorfi) a 16 között esett ki. Az évet a világranglistán a 22. helyen fejezte be. 2002-ben vegyes párosban (Bátorfi Zoltán) lett magyar bajnok. A zágrábi Eb-n egyesben második, csapatban harmadik lett. A világranglistán 28. volt. 2003-ban Pro Tour elfoglaltsága miatt nem indult az ob-n. A párizsi vb-n egyesben a 32, párosban (Bátorfi) a 16 között esett ki. A vb utáni világranglistás helyével kvalifikálta magát az olimpiára. A courmayeuri Eb-n vegyes párosban (Werner Sclhlager) első, párosban (Bátorfi) második, csapatban harmadik volt. Az európai TOP 12 versenyen harmadik lett. Az évet a világranglistán 16.-ként zárta.
2004-ben az ob-n ezúttal az azonos időben rendezett csapat-vb miatt nem vett részt. Az olimpián egyesben a második fordulóban, párosban a 16 között esett ki. A csapat-világbajnokságon 8. lett. Az ETTU-kupában a döntőbe jutott német csapatával. A világranglistán 20. volt. A 2005-ös sanghaji vb-n egyéniben a 16 között, női párosban (Bátorfi) a nyolc és vegyes párosban (Fazekas Péter) a 32 között esett ki. Az aarhusi Eb-n női párosban (Bátorfi) ezüst-, vegyes párosban (Alekszej Szmirnov) bronzérmes lett. Csapatban ötödik helyen végzett. Az európai TOP 12-es versenyen második lett. A német csapatbajnokságban első lett. Az évet záró világranglistán 21. volt.
A 2006-os csapat-világbajnokságon hatodik lett a magyar csapattal. Ebben az évben a Langweidhez igazolt. Az év végén 28. volt a ranglistán. 2007-ben a zágrábi vb-n egyesben a 32, párosban (Póta) a 8, vegyes párosban (Jakab János) a 32 között esett ki. A belgrádi Eb-n csapatban első, női párosban (Póta Georgina) második, vegyes párosban (Alekszej Szmirnov) harmadik lett. Az év végi ranglistán 30. volt, mellyel kivívta az olimpiai indulás jogát. A 2008-as olimpián egyesben a 32 között esett ki. A csapat-világbajnokságon ötödik helyezést szerzett. A szentpétervári Eb-n női párosban (Póta) első, csapatban második, egyesben harmadik lett. klubjával német csapatbajnok lett. Az év magyar sportolója szavazáson harmadik lett a nők között.
A 2009-es jokohamai vb-n egyesben és párosban (Póta) a 16 között esett ki. A stuttgarti Eb-n egyesben és női párosban (Póta) is a nyolcig jutott. A csapat 11. lett. Klubcsapatával német bajnok és BL-döntős volt. 2010-ben az európai TOP 12 versenyen harmadik lett. A moszkvai csapat-vb-n hetedik volt. A ostravai Eb-n a csapat 5., női párosban (Póta) bronzérmes lett. Egyesben a 32 között kiesett. Ismét német csapatbajnok lett. A 2011-es rotterdami vb-n egyesben a 16-ig jutott. Párosban a 32 között esett ki. Májusban 19. volt a világranglistán, ezzel a helyezésével indulási jogot szerzett a 2012-es londoni olimpiára.
A 2011-es Eb-n csapatban és párosban Póta Georginával harmadik volt. Az egyéni versenyben a legjobb nyolcig jutott. 2012-ben tagja volt a csapat-világbajnokságon 11. helyezett válogatottnak.
A olimpián az első fordulóban hét játszmában verte venezuelai ellenfelét. A következő körben egy tajvani versenyző ellen 3–0-nál meccslabdája volt, de végül vereséget szenvedett és kiesett. Októberben az Európa-bajnokságon Pótával párosban második lett. Egyesben a 32-ig jutott.
A 2013-as egyéni világbajnokságon egyéniben a második fordulóban esett ki. Párosban (Póta) a legjobb 16 közé jutott.
2014 májusában beválasztották az Nemzetközi Asztalitenisz-szövetség (ITTF) sportolói bizottságába. Mandátuma 2018-ig szól.
2014 decemberében a Magyar Asztalitenisz Szövetség egy gálán búcsúztatta el a versenyzéstől.

## Klubjai
- Gödöllői SC (1983–1985)
- Statisztika (1985–2000)
- TSV Busenbach (2000–2006)
- Langweid (2006–2007)
- FSV Kroppach (2007–)

## Díjai, elismerései
- Az év magyar asztaliteniszezője (1995, 1996, 1998, 2000, 2002, 2003, 2005, 2006, 2007, 2008, 2009, 2010, 2011)
- Magyar Köztársasági Ezüst Érdemkereszt (2000)
- Gödöllő város díszpolgára (2008)[7]
- MOB Érdemérem (2014)[8]